# 방학세
방학세(方學世, 1914년~1992년 7월 18일)는 조선민주주의인민공화국의 정치인이다. 조선민주주의인민공화국에서 중앙재판소 소장과 조선노동당 중앙위원으로 지냈다.  그는 6.25 전쟁 당시 남한의 요인들을 납북하는 총책임자였다.

## 같이 보기
- 김일성
- 박헌영
- 허가이

## 참고자료
- 째르치즈스키, 표도르(이휘성) (2023). 〈북한 보위성의 아버지, 방학세〉. 《북한과 소련: 잊혀진 인물과 에피소드》. 파주: 한울아카데미. 292~309쪽. ISBN 9788946074668.